# Frépillon
Frépillon – miejscowość i gmina we Francji, w regionie Île-de-France, w departamencie Dolina Oise.
Według danych na rok 1990 gminę zamieszkiwało 2211 osób, a gęstość zaludnienia wynosiła 660 osób/km² (wśród 1287 gmin regionu Île-de-France Frépillon plasuje się na 466. miejscu pod względem liczby ludności, natomiast pod względem powierzchni na miejscu 797.).